# Миннис, Хьюберт
Хьюберт Алекса́ндр Ми́ннис (англ. Hubert Alexander Minnis, род. 1954) — багамский врач и политический деятель, премьер-министр Багамских Островов с мая 2017 года по сентябрь 2021 года. Лидер Свободного национального движения, нынешней правящей партии. Членом парламента впервые был избран в 2007 году. Сменил Хьюберта Ингрэхэма как лидера партии после его поражения на выборах 2012 года.
Был отстранён от руководства в партии в декабре 2016 года, но вернул себе позиции в её руководстве в апреле 2017 года после долгого внутрипартийного конфликта. Стал премьер-министром в результате победы его партии на всеобщих выборах, состоявшихся 10 мая 2017 года.

## Ранняя жизнь, образование, и начало политической карьеры
Миннис родился в городе Бейн, Нью-Провиденс, Он получил образование в начальной школе, колледже, и он также учился в университете Миннесоты.
После получения его степени доктора медицины и Университета Вест-Индии в 1985 году, он вернулся на родину и начал работать в качестве врача в больнице, где он служил в качестве консультанта и руководителя отдела акушерства и гинекологии.
Миннис был президентом медицинской Ассоциации Багамских островов, член медицинского Совета и адъюнкт-преподавателем в университете Вест-Индии по акушерству и гинекологии.

## Личная жизнь
Миннис женат на Патрисии Беннеби, а также отец троих детей.

## Падение и подъем

### Лидер оппозиции: 2012—2016
Работал лидером оппозиции с 2012 по 2016. В декабре 2016 года Лоретта Батлер-Тернер стала официальным лидером оппозиции.

### Всеобщие выборы 2017
По мере приближения выборов члены партии в целом поддерживали Минниса. Её члены, потерявшие свои кандидатуры, баллотировались как независимые кандидаты во время выборов и на них, соответственно, проиграли. В итоге Миннис вместе с СНД победил соперничающую Прогрессивную либеральную партию на всеобщих выборах, получив 35 мест из 39.